# Chromis fumea
Chromis fumea là một loài cá biển thuộc chi Chromis trong họ Cá thia. Loài này được mô tả lần đầu tiên vào năm 1917.

## Từ nguyên
Tính từ định danh fumea trong tiếng Latinh có nghĩa là "ám khói", hàm ý có lẽ đề cập đến màu xám nâu trên cơ thể loài cá này.

## Phạm vi phân bố và môi trường sống
C. fumea trước đây được cho là bao gồm ba quần thể không liên tục, nhưng đã được xác định đây là những quần thể của 3 loài riêng biệt. Hai quần thể C. fumea trên danh nghĩa đã được mô tả là những loài mới, Chromis norfolkensis ở Tây Nam Thái Bình Dương và Chromis sahulensis ở Tây Úc (Đông Nam Ấn Độ Dương).
C. fumea thực sự chỉ giới hạn ở Tây Thái Bình Dương, từ bờ đông đảo Honshu (Nhật Bản), dọc theo quần đảo Ryukyu đến đảo Đài Loan, xa hơn ở phía nam có vài cá thể lang thang được thu thập ở đảo Tioman (Malaysia); ghi nhận của loài này tại đảo Komodo (Indonesia) là sự nhầm lẫn với Chromis pura. C. fumea cũng được ghi nhận tại bờ biển Quảng Ninh (Việt Nam) và Hàn Quốc.
C. fumea ưa sống ở khu vực có nền đáy cát trộn lẫn với đá cuội hay đá dăm, độ sâu khoảng 3–30 m.

## Mô tả
C. fumea có chiều dài cơ thể lớn nhất được ghi nhận là gần 10 cm. Cá trưởng thành có màu nâu nhạt hoặc xám nâu trên lưng, chuyển dần sang màu trắng ở bụng. Vảy ở nửa thân dưới viền màu vàng nâu tạo thành các sọc ngang dọc theo hàng vảy. Đầu hơi xám ở phần gáy và trán, ánh bạc trên má và nắp mang (đôi khi lốm đốm các vệt vàng nhạt). Mống mắt màu vàng tươi. Đốm trắng đặc trưng ở ngay cuối vây lưng. Vây lưng màu nâu, sẫm màu xanh đen ở gần rìa; màng vây của những tia cuối cùng gần như trong suốt. Vây hậu môn có màu sắc gần giống vây lưng, và cả hai vây này đều có dải viền màu xanh óng ở rìa. Vây đuôi có dải đen sẫm dọc theo hai thùy đuôi và được viền màu trắng xanh ở rìa, phần vây còn lại màu trắng xám. Vây ngực trong mờ với một đốm đen khá lớn ở gốc. Vây bụng màu trắng với rìa trước màu xanh lam nhạt. Vây của cá con gần như trong suốt, kiểu hình còn lại tương tự như cá lớn.
Số gai ở vây lưng: 13–14; Số tia vây ở vây lưng: 11–12; Số gai ở vây hậu môn: 2; Số tia vây ở vây hậu môn: 9–10; Số tia vây ở vây ngực: 18–20; Số gai ở vây bụng: 1; Số tia vây ở vây bụng: 5; Số vảy đường bên: 16–19; Số lược mang: 26–33.

## Sinh thái học
Thức ăn của C. fumea là những loài động vật phù du. Chúng có thể sống đơn độc hoặc theo từng nhóm. Cá đực có tập tính bảo vệ và chăm sóc trứng; trứng có độ dính và bám vào nền tổ.